# Fondation Culture et diversité
La Fondation Culture & Diversité est une fondation d’entreprise française créée par Fimalac en 2006 dont le milliardaire Marc Ladreit de Lacharrière est le président.

## Présentation

### Mission
La Fondation Culture & Diversité a pour mission de favoriser l'accès aux arts et à la culture des jeunes issus de milieux modestes. 
Depuis son lancement en 2006, elle conçoit et mène directement sur le terrain avec ses partenaires culturels, éducatifs et sociaux des programmes pérennes. Plus de 35 000 jeunes ont d’ores et déjà bénéficié de ses actions.
Les programmes de la Fondation visent un double objectif :
- en faveur de l’égalité des chances, ils facilitent l’accès aux études supérieures culturelles ou artistiques.
- en faveur de la cohésion sociale, ils permettent la sensibilisation culturelle, la pratique artistique et l’apprentissage des connaissances[3],[4].

La Fondation dispose d'une donation de 15 millions d'euros,,,.

### Convention avec les pouvoirs publics
La Fondation Culture & Diversité a signé, en 2008, en 2011, en 2013 et en 2018 une convention pluriannuelle avec le ministère de l'Éducation nationale et de la Jeunesse et le ministère de la Culture. Ses programmes bénéficient de la reconnaissance et du soutien des pouvoirs publics.
Selon la journaliste Évelyne Pieiller, « l'opération est un succès majeur par deux aspects : elle consacre l'intrusion du privé dans le public, puisque la fondation, dirigée par Éléonore Ladreit de Lacharrière, fille du milliardaire, s'appuie sur un partenariat tripartite avec les ministères de l’Éducation nationale et de la Culture ; et elle tend à infléchir les programmes en différenciant des "publics" scolaires. »

### Prix
La Fondation Culture & Diversité remet chaque année le Prix Culture pour la paix, en partenariat avec la fondation Chirac, et le prix de l'Audace artistique et culturelle en partenariat avec le ministère de l'Education nationale et de la Jeunesse, le ministère de la Culture et le ministère de l'Agriculture et de l'Alimentation.

### Partenaires
La fondation œuvre en faveur de la cohésion sociale et l’égalité des chances en partenariat avec :
- L'Ecole du Louvre[15],
- L'École nationale des chartes,
- 19 Ecoles d'art et de design dont l'École nationale supérieure des beaux-arts de Paris[16],[17], l’École nationale supérieure des arts décoratifs[18], l’École nationale supérieure de création industrielle, l'École nationale supérieure d’arts de Paris Cergy (ENSAPC),la Haute école des arts du Rhin, l'École supérieure d’art et de design d’Orléans, l’ESAD de Reims, l'École supérieure d'art et design Saint-Étienne, l'École supérieure d’art des Pyrénées — Pau Tarbes, l'École nationale supérieure des beaux-arts de Lyon, l'École européenne supérieure d'art de Bretagne, l'École nationale supérieure d'art de Nancy, l'École supérieure des beaux-arts de Nîmes, Clermont Auvergne Métropole, l'École supérieure d'art et de design Marseille-Méditerranée, l'École nationale supérieure d'art de Limoges, l'École nationale supérieure d'art de Bourges, l'École supérieure d'arts et médias de Caen - Cherbourg, l'École supérieure d'art de Grenoble,
- L’Association nationale des classes préparatoires publiques aux écoles supérieures d’art (APPEA),
- L’Association nationale des écoles supérieures d'art (ANdEA),
- La Fémis[19],
- 16 Écoles nationales supérieures d’architecture (ENSA)[20] de Bordeaux[21], Grenoble, Lille, Marne-la-Vallée[22], Normandie [23], Paris-Val de Seine, Strasbourg[24], Toulouse, Versailles, Saint-Etienne, Bretagne, Clermont-Ferrand, Marseille, Montpellier, Nantes, Paris-Malaquais.
- L’Institut national du patrimoine[25],
- L’UNESCO[26]
- L'École Boulle[27]
- L'École Duperré[28]
- L'École Estienne[29]
- L'ENSAAMA,
- L’ESJ Lille et 14 formations en journalisme reconnues par la profession[30].
- L’École nationale supérieure Louis-Lumière[31],[32].
- L’Institut national de l'audiovisuel[33]
- 15 compagnies d'improvisation théâtrale[34]
- L'École de la Comédie de Saint-Étienne, l'Académie de l'Union et le Conservatoire national supérieur d'art dramatique
- La Fondation du Patrimoine[35]
- L'Institut Français de la Mode[36]

### Organisation
- Marc Ladreit de Lacharrière, président
- Éléonore de Lacharrière, déléguée générale
- Comité de pilotage[37]
  - Claire Barbillon, Directrice de l'Ecole du Louvre[38]
  - Régis Gallerand, Proviseur du lycée Jacques Brel de La Courneuve
  - Philippe Durey, Chargé de mission auprès de la direction générale du musée du Louvre
  - Olivier Kaeppelin, Directeur de la Fondation Maeght
  - Gilles Kepel, Politologue, spécialiste de l’islam et du monde arabe
  - Jérôme Kohler, Fondateur de la société de conseils Le Philanthropic Lab
  - Marie-Christine Labourdette, Présidente de la Cité de l'architecture et du patrimoine[39]
  - Francine Mariani-Ducray, Administratrice, Membre du Conseil d'Etat, Présidente du Conseil artistique des musées nationaux
  - Jean-Michel Ribes, auteur, metteur en scène, directeur du Théâtre du Rond-Point
  - Daniel Templon, galeriste
  - Régis Wargnier, cinéaste, membre de l’Institut